# 17029 Cuillandre
17029 Cuillandre (1999 FM6) là một tiểu hành tinh vành đai chính được phát hiện ngày 17 tháng 3 năm 1999 bởi Khảo sát tiểu hành tinh OCA-DLR ở Caussols.